# Ingvar Pettersson (kierowca)
Ingvar Pettersson – szwedzki kierowca wyścigowy i żużlowiec.

## Kariera
W swojej karierze ścigał się Brabhamami. Ściganie rozpoczął w 1967 roku. W 1968 roku wygrał wyścig Velodromloppet i został wicemistrzem Szwedzkiej Formuły 3. Osiągnięcie to powtórzył w roku 1970.
Poza krajem ścigał się między innymi w takich edycjach Formuły 3, jak Brytyjska, Francuska, Włoska i Wschodnioniemiecka.
Po zakończeniu kariery kierowcy wyścigowego, w latach 1973–1979, był żużlowcem w klubie Vargarna Speedway.

## Wyniki w Szwedzkiej Formule 3
| Legenda oznaczeń w tabelach wyników Wyświetl szablon na nowej stronie | Legenda oznaczeń w tabelach wyników Wyświetl szablon na nowej stronie                                                                     |
| Oznaczenie                                                            | Wyjaśnienie |
| --------------------------------------------------------------------- | --- |
| Złoty                                                                 | Zwycięzca lub mistrzostwo |
| Srebrny                                                               | 2. miejsce lub wicemistrzostwo |
| Brązowy                                                               | 3. miejsce lub II wicemistrzostwo |
| Zielony                                                               | Ukończył, punktował (w klasyfikacji generalnej, gdy zdobył co najmniej jeden punkt na przestrzeni sezonu, poza trzema powyższymi opcjami) |
| Niebieski                                                             | Ukończył, nie punktował (w klasyfikacji generalnej, gdy nie zdobył co najmniej jednego punktu na przestrzeni sezonu)                      |
| Czerwony                                                              | Nie zakwalifikował się (NZ) |
| Czerwony                                                              | Nie prekwalifikował się (NPK) |
| Różowy                                                                | Nie ukończył (NU) |
| Różowy                                                                | Niesklasyfikowany (NS) (w klasyfikacji generalnej, gdy nie został sklasyfikowany w żadnym wyścigu sezonu)                                 |
| Czarny                                                                | Zdyskwalifikowany (DK) |
| Czarny                                                                | Wykluczony (WYK/EX) |
| Biały                                                                 | Nie wystartował (NW) |
| Biały                                                                 | Kontuzjowany (K/INJ) |
| Biały                                                                 | Wyścig odwołany (OD/C) |
| Bez koloru                                                            | Został wycofany (WYC/WD) |
| Bez koloru                                                            | Nie przybył (NP/DNA) |
| Bez koloru                                                            | Nie brał udziału w treningach (NT/DNP) |
| Bez koloru                                                            | Nie został zgłoszony (–) |
| Pogrubienie                                                           | Start z pole position |
| Kursywa                                                               | Najszybsze okrążenie wyścigu |
| †                                                                     | Nie ukończył, ale jego rezultat został zaliczony ze względu na przejechanie więcej niż 90% dystansu wyścigu.                              |
| *                                                                     | Sezon w trakcie |
| 1/2/3                                                                 | Punktowana pozycja w sprincie kwalifikacyjnym                                                                                             |
| Lista systemów punktacji Formuły 1                                    | |

| Rok  | Zespół                       | Samochód     | Silnik | Wyniki w poszczególnych eliminacjach | Wyniki w poszczególnych eliminacjach | Wyniki w poszczególnych eliminacjach | Wyniki w poszczególnych eliminacjach | Wyniki w poszczególnych eliminacjach | Wyniki w poszczególnych eliminacjach | Wyniki w poszczególnych eliminacjach | Pkt. | Msc. |
| ---- | ---------------------------- | ------------ | ------ | ------------------------------------ | ------------------------------------ | ------------------------------------ | ------------------------------------ | ------------------------------------ | ------------------------------------ | ------------------------------------ | ---- | ---- |
| 1967 |                              |              |        | Szwecja                              | Szwecja                              | Szwecja                              | Szwecja                              | Szwecja                              | Szwecja                              | Szwecja                              | 0    | NS   |
| 1967 | Ingvar Pettersson            | Brabham BT21 | Ford   | NU                                   | 11                                   | NU                                   | 7                                    | 7                                    | 10                                   | -                                    | 0    | NS   |
| 1968 |                              |              |        | Szwecja                              | Szwecja                              | Szwecja                              | Szwecja                              |                                      |                                      |                                      | 13   | 2    |
| 1968 | Dalsland Ring Racing Team    | Brabham BT21 | Ford   | 1                                    | 4                                    | 4                                    | 7                                    |                                      |                                      |                                      | 13   | 2    |
| 1969 |                              |              |        | Szwecja                              | Szwecja                              | Szwecja                              | Szwecja                              |                                      |                                      |                                      | 6    | 4    |
| 1969 | Cabea Racing Team            | Brabham BT28 | Ford   | NU                                   | 9                                    | 8                                    | 2                                    |                                      |                                      |                                      | 6    | 4    |
| 1970 |                              |              |        | Szwecja                              | Szwecja                              | Szwecja                              | Szwecja                              |                                      |                                      |                                      | 14   | 2    |
| 1970 | Mennen Racing Team           | Brabham BT28 | Ford   | 2                                    | 2                                    | 3                                    | 5                                    |                                      |                                      |                                      | 14   | 2    |
| 1971 |                              |              |        | Szwecja                              | Szwecja                              | Szwecja                              | Szwecja                              |                                      |                                      |                                      | 8    | 4    |
| 1971 | Mennen - Torsten Palm Racing | Brabham BT28 | Ford   | NW                                   | 5                                    | 3                                    | 5                                    |                                      |                                      |                                      | 8    | 4    |